# Liste de villes du Togo

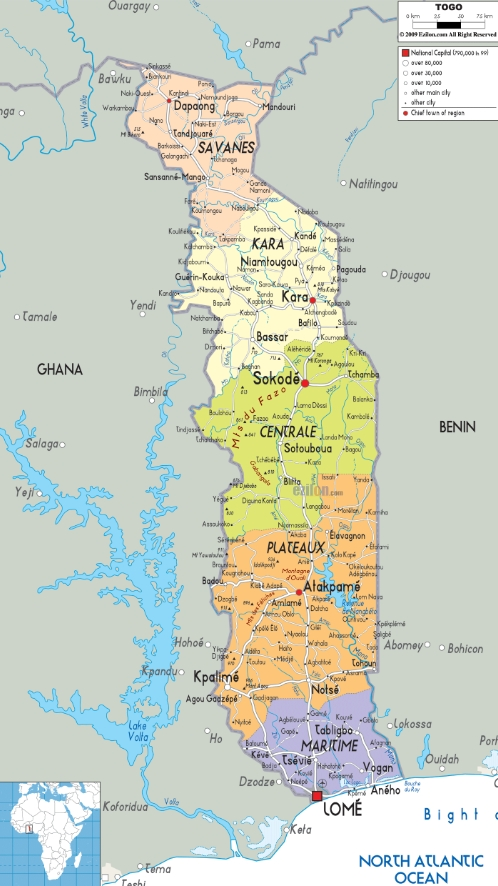
Carte du Togo

Cet article dresse une liste des plus grande villes du Togo de plus de 30 000 habitants ainsi que la région dont elles font partie.

## Liste des villes de plus de 30 000 habitants
| Rang | Ville      | Population (2023) | Superficie (km²) | Densité (hab/km²) | Région              |
| ---- | ---------- | ----------------- | ---------------- | ----------------- | ------------------- |
| 1    | Grand Lomé | 2 188 376         | 400              | 5471              | Région maritime     |
| 2    | Kara       | 158 090           | 60               | 2635              | Région de la Kara   |
| 3    | Dapaong    | 117 675           | 98               | 1201              | Région des Savanes  |
| 4    | Sokodé     | 115 442           | 102              | 1132              | Région centrale     |
| 5    | Atakpamé   | 98 193            | 180              | 546               | Région des Plateaux |
| 6    | Kpalimé    | 87 478            | 110              | 795               | Région des Plateaux |
| 7    | Tsévié     | 76 861            | 157              | 490               | Région maritime     |
| 8    | Anié       | 61 068            | 290              | 211               | Région des Plateaux |
| 9    | Cinkassé   | 56 830            | 210              | 271               | Région des Savanes  |
| 10   | Notsé      | 49 143            | 550              | 89                | Région des Plateaux |
| 11   | Tabligbo   | 36 961            | 380              | 97                | Région maritime     |
| 12   | Tchamba    | 36 173            | 300              | 121               | Région centrale     |

## Liste des villes de moins de 30 000 habitants
| Rang | Ville         | Population (2023) | Superficie (km²) | Densité (hab/km²) | Région              |
| ---- | ------------- | ----------------- | ---------------- | ----------------- | ------------------- |
| 1    | Elavanyo      | 11 171            |                  |                   | Région des Plateaux |
| 2    | Blitta        | 10 915            |                  |                   | Région centrale     |
| 3    | Tohoun        | 8 536             |                  |                   | Région des Plateaux |
| 4    | Djarkpanga    | 8 113             |                  |                   | Région centrale     |
| 5    | Amlamé        | 7 996             |                  |                   | Région des Plateaux |
| 6    | Kougnohou     | 7 918             |                  |                   | Région des Plateaux |
| 7    | Mandouri      | 7 732             |                  |                   | Région des Savanes  |
| 8    | Pagouda       | 7 450             |                  |                   | Région de la Kara   |
| 9    | Danyi Apéyémé | 6 671             |                  |                   | Région des Plateaux |
| 10   | Naki-Centre   | 6 379             |                  |                   | Région des Savanes  |
| 11   | Kévé          | 5 189             |                  |                   | Région maritime     |
| 12   | Agou Gadzépé  | 4 554             |                  |                   | Région des Plateaux |
| 13   | Tandjoaré     | 3 086             |                  |                   | Région des Savanes  |